# بطولة الأمم الخمس 1979
بطولة الأمم الستة 1979 (بالإنجليزية: 1979 Five Nations Championship) هو الموسم 85 من بطولة الأمم الستة، وهي بطولة سنوية لرياضة اتحاد الرغبي تقام بين فرق إنجلترا، اسكتلندا، ويلز، أيرلندا، وفرنسا. شارك في هذا الموسم 5 فرق، وتوّج فيه منتخب ويلز الوطني لاتحاد الرغبي باللقب.

## الفرق المشاركة
- إنجلترا
- اسكتلندا
- ويلز
- أيرلندا
- فرنسا